# Tunique vaginale

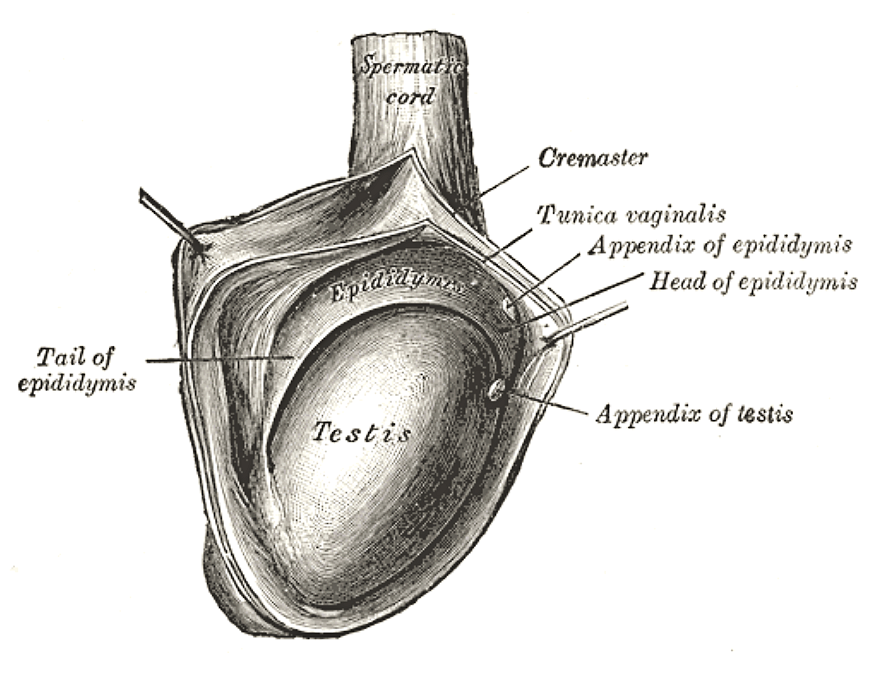
Le testicule droit, exposé en ouvrant la tunique vaginale.

La tunique vaginale est la membrane séreuse qui enveloppe les testicules. Elle est issue du péritoine pendant le développement embryonnaire. Comme les autres séreuses, la tunique vaginale possède un feuillet viscéral, accolé au testicule, et un feuillet pariétal, fixé à la paroi du scrotum. Ils forment deux feuillets : le feuillet pariétal nommé périorchium et le feuillet viscéral nommé épiorchium.   

## Affections associées
- Hydrocèle
- Mésothéliome